# Проня Прокопівна та Голохвостий (пам'ятник, Київ)
Пам'ятник Проні Прокопівні та Голохвостому — пам'ятник персонажам кінокомедії «За двома зайцями» розташований в Києві на Андріївському узвозі.

## Опис
Побудований в 1999 (відкритий 23 серпня) за проєктом архітектора В. Скульского та скульпторів В. Щура та В. Сивка. 
Скульптурна композиція включає Свирида Голохвостого, який схилив коліно та подає руку Проні Прокопівні, яка, своєю чергою, простягає йому руку на поцілунок. 
Проня Прокопівна та Свирид Голохвостий є персонажами комедійної п'єси "За двома зайцями" (1883) українського драматурга Михайла Старицького. Пам'ятник розташований поблизу Андріївської церкви (архітектор Франческо Растреллі), на самому початку Андріївського узвозу в Києві. 
На задній частині скульптури Свирида Голохвостого є символічний жучок. Внизу пам'ятника лежить рукавичка Свирида. 
Розмір скульптури: 240х185х86

Фрагмент голова ГолохвостогоФрагмент голова Голохвостого
Фрагмент голова Проні ПрокопівниФрагмент голова Проні Прокопівни